# Zbigniew Gryglas
Zbigniew Gryglas (ur. 1 czerwca 1965 w Jelonkach) – polski przedsiębiorca, menedżer, urzędnik państwowy, polityk i działacz społeczny. Poseł na Sejm VIII kadencji (2015–2019), jeden z założycieli partii Porozumienie, jej wiceprezes w latach 2017–2021, członek Rady Służby Publicznej, w latach 2019–2021 podsekretarz stanu w Ministerstwie Aktywów Państwowych.

## Życiorys
W 1990 został absolwentem geodezji na Wydziale Geodezji Akademii Rolniczo-Technicznej w Olsztynie. W latach 1992–1994 studiował w Krajowej Szkole Administracji Publicznej. W 1998 ukończył studia podyplomowe w Szkole Głównej Handlowej.
Pracował w Ministerstwie Przekształceń Własnościowych oraz Ministerstwie Skarbu Państwa, w którym pełnił funkcję dyrektora Departamentu Nadzoru Właścicielskiego. Był także dyrektorem Departamentu Zezwoleń i Koncesji w Ministerstwie Spraw Wewnętrznych i Administracji.
Zajął się następnie prowadzeniem własnej działalności gospodarczej. Został dyrektorem zarządzającym AK Motor Polska, polskiego przedsiębiorstwa pracującego nad reaktywacją marki samochodów Syrena. W ramach tego projektu stworzono prototyp AK Syrena Meluzyna. Był również członkiem rad nadzorczych przedsiębiorstw H. Cegielski – Poznań i Polpharma oraz przewodniczącym rad nadzorczych Nafty Polskiej i Naftoportu.
W wyborach parlamentarnych w 2015 kandydował do Sejmu z trzeciego miejsca na liście Nowoczesnej w okręgu nr 19 (Warszawa). Został wybrany na posła, otrzymując 1011 głosów. W październiku 2017 odszedł z Nowoczesnej, motywując to różnicami w kwestiach światopoglądowych. W listopadzie 2017 współtworzył partię Porozumienie, zorganizowaną przez Jarosława Gowina (powstałą z przekształcenia Polski Razem), zostając jej wiceprezesem, a także stając na czele rady programowej. Początkowo pozostawał posłem niezrzeszonym, 11 grudnia ogłosił dołączenie do klubu parlamentarnego PiS. Bez powodzenia startował w 2019 w wyborach do Parlamentu Europejskiego oraz do Sejmu. W trakcie poselskiej kadencji został powołany do działającej przy premierze Rady Służby Publicznej. Pomysłodawca i fundator Fundacji „Jedność Polaków”, organizującej cykliczną akcję „Wakacje dla Małych Kresowian”. Był członkiem rady programowej TVP Polonia.
W grudniu 2019 powołany na podsekretarza stanu w Ministerstwie Aktywów Państwowych. W marcu 2020 został pełnomocnikiem rządu ds. rozwoju morskiej energetyki wiatrowej. Laureat nagrody „Bursztyn Polskiej Energetyki 2020” na Ogólnopolskim Szczycie Energetycznym w Gdańsku. W ramach Ministerstwa Aktywów Państwowych został odpowiedzialny za koordynację organizacji przez spółki Skarbu Państwa szpitali tymczasowych do walki z pandemią COVID-19. W lutym 2021 prezydium zarządu Porozumienia (uznające za prezesa partii Jarosława Gowina) zawiesiło go w prawach członka partii, następnie decyzją sądu koleżeńskiego został wykluczony z ugrupowania. We wrześniu 2021 został odwołany z funkcji podsekretarza stanu w Ministerstwie Aktywów Państwowych. W 2023 został doradcą w Departamencie Transformacji Energetyki w Narodowym Funduszu Ochrony Środowiska i Gospodarki Wodnej. 
W latach 2021–2023 członek rady nadzorczej Polskiej Grupy Energetycznej.

## Wyróżnienia
W 2021 podczas konferencji Security Forum Szczecin otrzymał wyróżnienie „Człowieka Roku 2020” w kategorii „promotor bezpieczeństwa państwa”.

## Życie prywatne
Żonaty, ma trzech synów.